# Верин (Стрийський район)
Верин — село в Україні, у Стрийському районі Львівської області. Населення становить 1642 особи. Орган місцевого самоврядування — Розвадівська сільська рада.

## Історія
Найдавніша письмова згадка про село датується 1469 роком. У ній йдеться про те, що Верин разом з іншими селами Дроговизького староства через борг передане королем шляхтичеві Тарлу. Майже через 30 років, у 1498-му, а потім і у 1512 році Верин спустошений ордами кримського хана. Окрім того великих збитків зазнавали жителі села від постійних грабежів з боку шляхетських військ.
У 1711 році село Верин потерпало від нашестя сарани: через голод тієї зими загинуло 15 голів худоби. Пізніше, з кінця XVIII сторіччя частину повинностей влада замінила селянам роботами з обслуговування рудні в сусідньому селі Демня. За роботи, виконані понад інвентар, веринчанам платили як найманим робітникам. Підробляли селяни і на ґуральні в селі Дроговиж, а також на вапнярках Гольдберга на околиці села.
За часів Австро-Угорської імперії в селі існувала громадська каса, на утриманні громади працював магазин. До середини XIX століття у Верині не було школи. Лише в другій половині сторіччя у власному помешканні місцевий дяк почав вчити дітей азбуки. У 1910 році у Верині збудовано кам'яний будинок сільської управи з тюрмою у підвалі, а з 1918 року в селі запрацювала читальня «Просвіти».
У 1917 році на території села розташовувалися частини Вишколу Українських січових стрільців. До легіону УСС увійшли також жителі Верина: Михайло Томіцький, Іван Курах та Михайло Біляк. 25 листопада 2018 року громада урочисто відкрила й освятила пам'ятний хрест Вишколу січових стрільців.
Селяни брали участь в діяльності Організації українських націоналістів. На околиці села є символічна могила Василя Біласа й Дмитра Данилишина, членів ОУН, страчених поляками. На цьому місці обох «оунівців» затримали польські жандарми 30 листопада 1932 року.
15 вересня 1939 р. польські поліцаї спалили село.
У 1948 році радянська влада організувала у селі колгосп, початкову, а потім семирічну школу, клуб, бібліотеку.

## Населення

### Мова
Розподіл населення за рідною мовою за даними перепису 2001 року:
| Мова       | Кількість | Відсоток |
| ---------- | --------- | -------- |
| українська | 1669      | 99.35%   |
| російська  | 10        | 0.59%    |
| румунська  | 1         | 0.06%    |
| Усього     | 1680      | 100%     |

## Про назву села з погляду чуваша
Колись на заході України проживали давні булгари, предки сучасних чувашів, тому, можливо, назва села має булгарське походження. В чуваській мові є слово вěрене «клен». Кленів в селі багато, тому така гіпотеза має під собою підстави. Тепер чуваші заселяють місця, далекі від Верина, але їхні предки залишили на заході України після себе назви багатьох населених пунктів, таких, як, наприклад, Жукотин, Верини, Хирів, Гавареччина, Кимир, Кукезів, Куткир, Якторів та багато інших.

## Відомі люди
- Корда Михайло Михайлович — професор, ректор Тернопільського державного медичного університету імені І. Я. Горбачевського.
- Оприсько Михайло Васильович — український лісівник, заслужений працівник сільського господарства, відмінник лісового господарства України.
- Паньків Іван Микитович — поручник УПА, командир сотні в ТВ-14 «Асфальт», кур'єр ЗЧ ОУН.
- Сколоздра Василь — командир тактичного відтинку УПА ТВ-14 «Асфальт», особистий охоронець Степана Бандери.
- Павлик Марія-Галина Євгеніївна — українська акторка.

## Пам'ятки
- Дзвіниця церкви святого Архистратига Михаїла (XVIII ст.) — пам'ятка архітектури місцевого значення, охоронний номер — 2330-М.
- Пам'ятник на честь скасування панщини — пам'ятка історії місцевого значення, охоронний номер — 1601.
- 25 листопада 2018 року був встановлений Пам'ятний хрест на честь Вишколу УСС.[6]
- Веринь — археологічна пам'ятка, група давніх, переважно багатошарових стоянок.
- Біля села розташований ландшафтний заказник «Стариці Дністра».
- Віковий дуб — ботанічна пам'ятка природи.

У 2010 році Державне управління охорони навколишнього природного середовища в Львівській області з ініціативи Мінприроди провело конкурс «Національне дерево України» й з 18 заявок обрало віковий дуб села Верин найстарішим деревом на Львівщині.
Заповідний дуб, що росте біля місцевої церкви, має обхват 8 метрів, висоту — 12 м. А його вік становить 1000 років.
За легендою, у цьому місці зупинявся Богдан Хмельницький. Начебто сидів він під тим деревом, яке і тоді вже було немолоде, зрізав гілку дубового і каже: «Буду тим патиком панів бити, якщо шабля зламається». Ймовірно, що із цим дубом пов'язаний народний переказ про німецького снайпера часів Другої світової війни. Він сидів у схроні під дубом і, вистрілюючи по одному саперів, не давав налагодити переправу через Дністер. Тільки через декілька днів радянські розвідники захопили його і влаштували йому нелюдське катування.

## Галерея

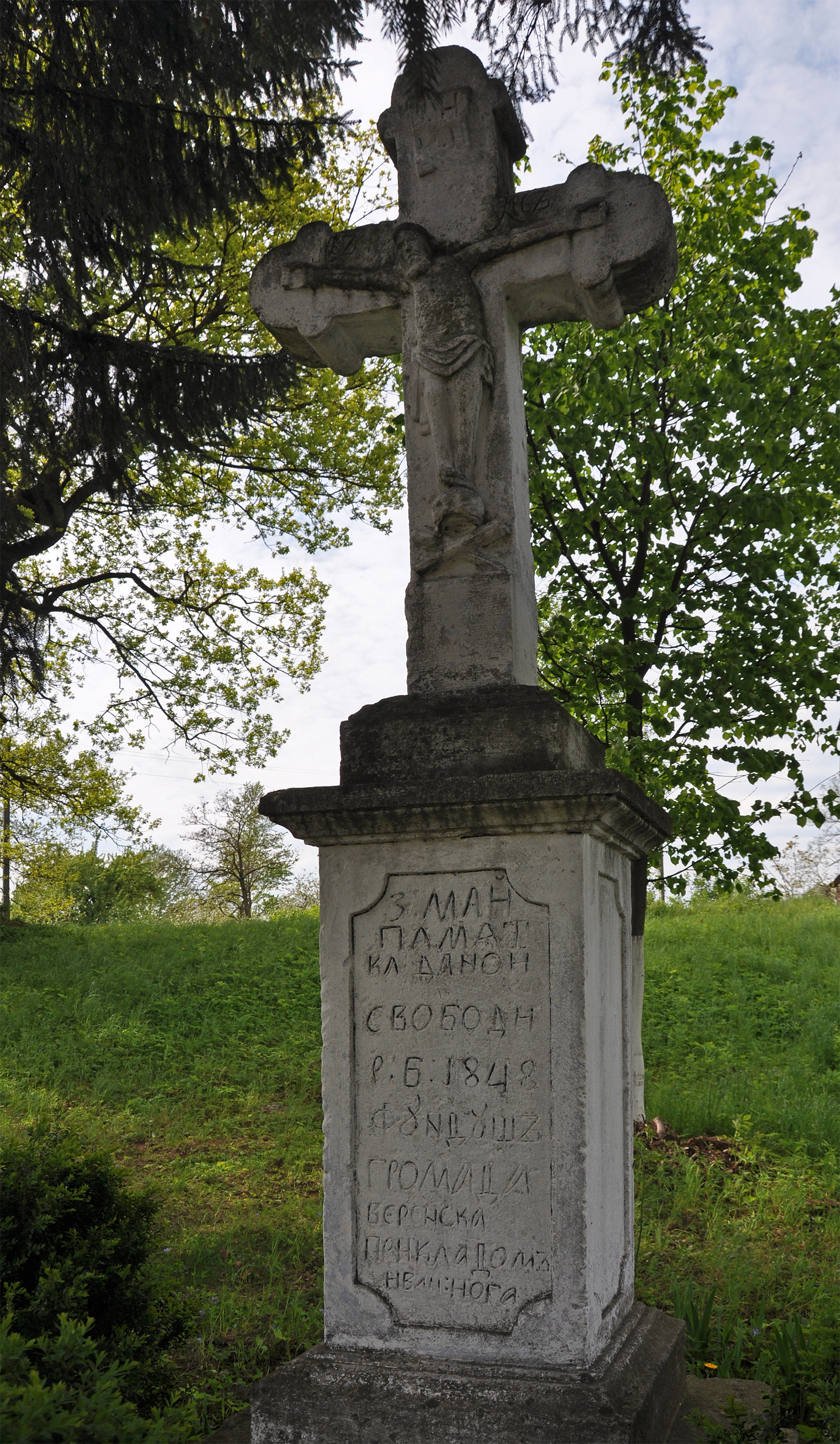
Пам'ятник на честь скасування панщини 1848 р.
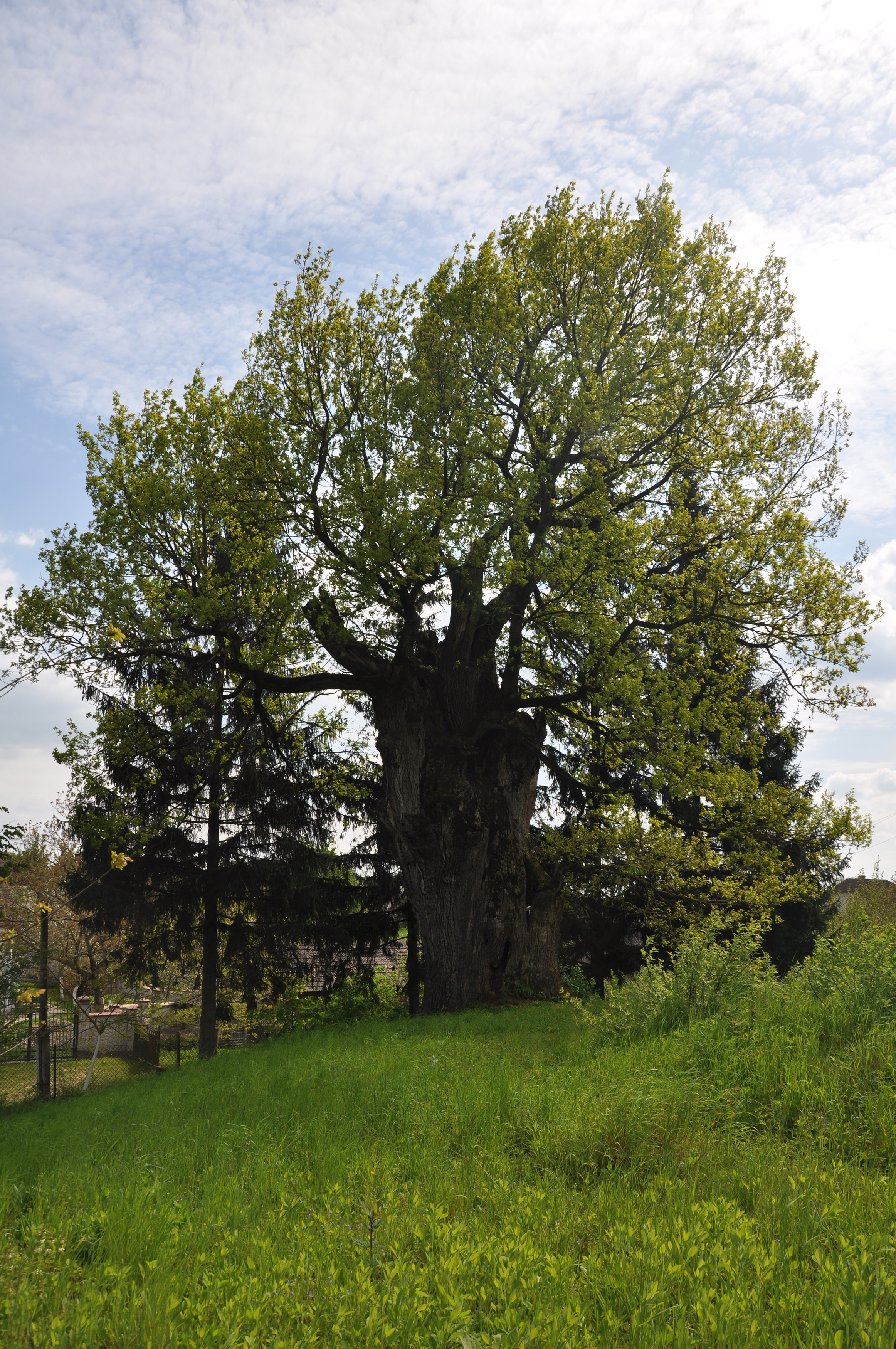
Віковий дуб
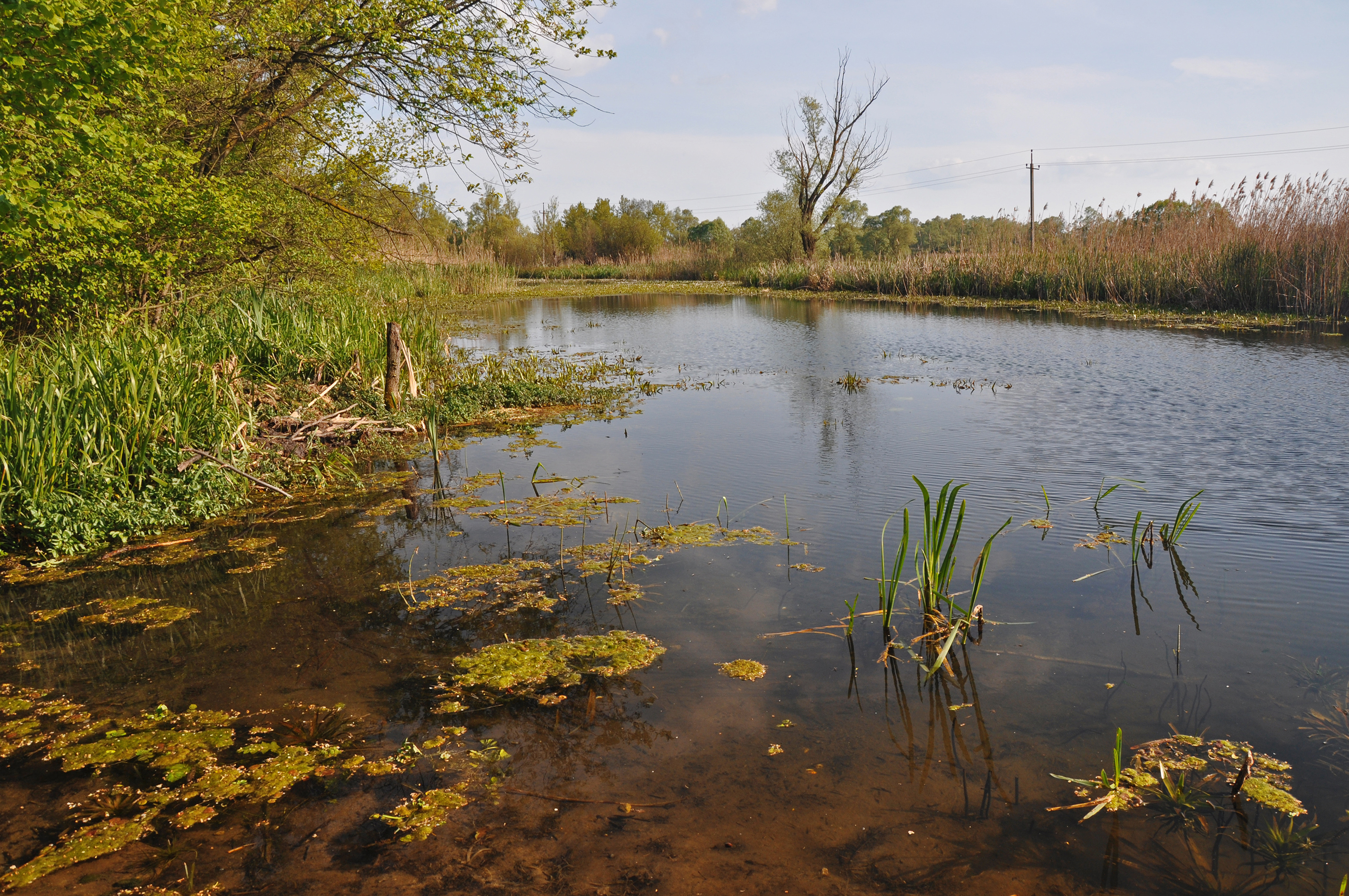
Стариці Дністра

## Цікаві факти
У селі в церкві з'явилися незвичайні розписи із зображенням громадських діячів та політиків у вигляді святих.